# トマス・ヘンリー・ハクスリー
トマス・ヘンリー・ハクスリー（英: Thomas Henry Huxley、1825年5月4日 - 1895年6月29日）は、イギリスの生物学者。姓はハックスリー、ハクスレーと表記されることもある。「ダーウィンの番犬（ブルドッグ）」の異名で知られ、チャールズ・ダーウィンの進化論を弁護した。
リチャード・オーウェンとの論争においては、人間とゴリラの脳の解剖学的構造の類似を示して進化論を擁護した。
興味深いことにハクスリーは、ダーウィンのアイディアの多くに反対であった（たとえば漸進的な進化）。そして、自然選択よりも唯物論的科学を弁護することに興味を示した。
科学啓蒙家としての才能があった。「不可知論」の語を作って自らの信仰を表現した。心の哲学の問題に関しては随伴現象説の立場をとった。
ハクスリーは「生物発生説（続生説ともいう、生物の細胞は他の生物の細胞からのみ発生する説）」と「自然発生説（無生物から生物が発生するという説）」の概念を作ったと信じられている。

## 経歴

### 前半生
ハクスリーは、イーリングの数学教師ジョージ・ハクスリーの8人の子の中で下から2番目の子として、西ロンドンのイーリングで生まれた。
17歳のとき、彼が奨学金を得ていたチャリングクロス病院で、通常の医学の研究を開始した。20歳でロンドン大学で彼の最初の医学士の試験に合格し、解剖学と生理学で首席を勝ち取った。1845年に、毛の内部のさやの中に今まで知られていなかった層の存在を証明する、彼の最初の科学論文を発表した。その層はそれ以来ハクスリー層として知られることになる。

### ラトルスネーク号の航海
その後ハクスリーは海軍に職を求めた。彼は、トレス海峡における測量の仕事のために出帆しようとしていたHMSラトルスネーク号の外科医のポストを得た。1846年12月3日にイギリスを発ったラトルスネークが南半球に到着するやいなや、ハクスリーは海の無脊椎動物の研究に従事した。彼はイギリスに彼の発見の詳細を送り始め、そして彼の論文 Medusae科の解剖学と類似について は1849年に Philosophycal Transactions において王立協会から出版された。
ハクスリーはMedusae、Hydroidおよびウミシバ族 (Sertularian) のポリープを同じグループにまとめた。これらは後に彼が "Hydrozoa" の名前を与えた綱（ヒドロ虫綱）を形成することになる。彼が発見した共通点は、綱のすべてのメンバーが中央の腔あるいは消化管を内包する2つの薄膜から構成されているということであった。これは現在では刺胞動物門 (Cnidaria) と呼ばれるものの特徴である。彼はこの特徴を、より高等な動物の胚の漿膜構造と粘膜構造に比較した。
ハクスリーの業績の価値は評価され、1850年にイギリスに戻った翌年に王立協会フェローに選ばれた。1852年、26歳の若さで同協会の評議会議員に選出された。しかし、生涯の友人だったジョセフ・ダルトン・フッカーとジョン・ティンダルとの友情は変わらなかった。彼がラトルスネークの航海の間にしていた観察に取り組めるよう、海軍省は彼を名目上の外科医助手として雇った。こうして彼は、種々の重要な学術論文を書くことができるようになった。特に、ヨハネス・ペーター・ミュラーがその動物界における位置づけを行おうとして断念した尾虫類（オタマボヤ類）の分類の問題を解決したホヤ類の論文と、有頭軟体動物の形態学についての論文が有名である。
ハクスリーは海軍を辞め、1854年7月に王立鉱山学校（現：インペリアル・カレッジ・ロンドン）の講師になり、翌年には英国地質調査所の博物学者になった。この時期に属する彼の最も重要な研究は、1858年に王立協会で行われた脊椎動物の頭骨の理論に関するCroonian 講義であった。この中で彼は、以前ゲーテとローレンツ・オーケンが支持した、頭骨と脊柱が相同器官であるというリチャード・オーウェンの見解を却下した。後に作家となるハーバート・ジョージ・ウェルズは学生時代にハクスリーから生物学を学んでおり、特に進化論には生涯を通じて影響を受けることになった。

### ダーウィンの番犬
1859年にはチャールズ・ダーウィンが『種の起源』を出版した。ハクスリーは以前にそれを支持する十分な証拠がないとしてジャン＝バティスト・ラマルクの進化理論を拒絶していた。しかしながら彼は、証拠がまだ欠けているが、ダーウィンが少なくとも実用的な基礎として十分に良い仮説を与えたと信じ、そして本の出版の後に続いた討論でダーウィンの主な支持者の1人になった。
彼は1860年2月に王立科学研究所における講義でこれを支持し、そして6月にオックスフォード大学博物館で行われた王立科学研究所のミーティングにおける討論において自然淘汰のダーウィンの理論に賛成した。彼の友人フッカーはこの時賛成に付いたが、オックスフォードの司教、サミュエル・ウィルバーフォースとHMSビーグル号の船長ロバート・フィッツロイが反対した。これ以降ハクスリーは、人間が猿と関係があったと主張して、人間の起源の主題に集中した。このために彼は、人間が脳の解剖学的構造によってすべての他の動物から明らかに異なっていると主張するリチャード・オーウェンから反対された。これは実際には周知の事実と一致していなかったので、種々の論文や講義で効果的にハクスリーによって反論され、1863年に「自然界における人間の位置についての証拠」("Evidence as to Man's Place in Nature")でまとめられた。この論文の口絵で初めて、ハクスリーは猿の骨格と人間の骨格を比較する有名な絵を印刷した。
ダーウィンは人前で議論することを好まなかったので、その後も好戦的なハクスリーが論争の前線に立つことになった。ハクスリーはダーウィンに宛てた手紙でこう述べている。「あなたはやり過ぎだと仰るでしょうが、私と同調者たちはあなたに対して行われる批判に反撃するために、常に爪と牙を磨いて待っています」

### 研究者として
この間に、ハクスリーが王立鉱山学校においての博物学の職を得ていた31年間は、主に古生物学の研究で占められた。化石魚についての多数の学術論文が多くの広範な形態学上の事実を確立した。化石爬虫類の研究は、1867年に王立医科大学で開講された鳥類に関する講義の間に、彼が竜弓類 (Sauropsida) という名で結び付けた2つのグループの基本的な類似性について開陳することにつながった。
1870年以降は公務のため科学的な研究から引き離された。1862年から1884年までに10の王任委員会に勤めた。1871年から1880年まで彼は王立協会の事務局長、そして1881年から1885年まで総裁であった。1892年に枢密委員になった。1870年に彼はリバプール英国協会の会長であった、そして同年新たに構成されたロンドン教育委員会のメンバーに選ばれた。1888年に彼は王立協会によってコプリー勲章を与えられた。
彼は1885年に健康をひどく損ない、1890年にロンドンからイーストボーンに転居し、そしてそこで苦しい闘病の後に死んだ。
ハクスリーの子孫には英国の学界において著名な人物が多数存在し、孫のオルダス・ハクスリー（文筆家）、ジュリアン・ハクスリー（ユネスコの初代事務局長、世界野生生物基金の創設者）、そしてアンドリュー・ハクスリー（生理学者でありノーベル賞受賞者）が含まれる。
ハクスリーは、「何かについての全て、全てについての何かを学ぼうとしなさい」の引用で知られる。

## 教育への影響
ハクスリーは英国の学校が採用した学部制に大きな影響を与えた。
初等教育では、読解、筆記、算数、芸術、科学、音楽など、我々が今日採用しているものに類似した科目を広範囲に提唱した。高等教育では、2年間の基本的な一般教養の後に、2年間のいっそう特定の分野に焦点を合わせた上位学部の学習という風に、どのように学校が運営されるべきであるかを予測した。これは現代のイギリスの大学における一般的な古典研究への新鮮なアプローチであった。
彼の教育のアプローチの多くが、1868年にロンドンのマクミランマガジンで最初に発表した深遠なエッセイ「一片のチョーク」で見出される。この記事は、ただの一片のチョークから英国の地質学の歴史を再構築して、そして科学の方法を「組織化した常識」であると証明する。
今日見られないもう1つのハクスリーの重要な提唱は、学校で聖書を教えることの普及促進であった。これは彼の進化論からすると調和していないように思われるかもしれないが、しかし彼は聖書が英国の倫理に非常に関係ある重要な文学的、道義的な教訓を持っていると信じた。彼は彼の著書『進化と倫理』での進化と倫理を和解させようとし、「生き残るための可能な限り多くの調整」の原則を提言した。

## 主な受賞歴
- 1852年 ロイヤル・メダル
- 1858年 クルーニアン・メダル
- 1876年 ウォラストン・メダル
- 1888年 コプリ・メダル
- 1890年 リンネ・メダル
- 1894年 ダーウィン・メダル

## 家族
シドニーで出会った英国人の移住者ヘンリエッタ・アン・ヒーソーン（1825年 - 1915年）と1855年に結婚した。ハクスリーは彼女を呼び寄せることができるようになるまで文通を続けていた。2人は、文筆家レナード・ハクスリーを含めて4人の娘と2人の息子をもうけた。
- ノエル・ハクスリー（1856年 - 1860年） 4歳で死んだ。
- ジェシー・オリアナ・ハクスリー（1856年 - 1927年） 建築家フレッド・ウォーラーと1877年に結婚した。
- マリアン・ハクスリー（1859年 - 1887年） 美術家ジョン・コリアと1879年に結婚した。
- レナード・ハクスリー（1860年 - 1933年） 有名な文筆家。オルダス、ジュリアン、アンドリュー、デイヴィッド（英語版）らの父。デイヴィッドの娘のアンジェラは、チャールズ・ダーウィンの孫のジョージ・ペンバー・ダーウィンと結婚した。
- レイチェル・ハクスリー（1862年 - 1934年） 土木技師アルフレッド・エッカスリと1884年に結婚したが、1895年に死別した。
- ネティー・ハクスリー（1863年 - 1940年） 歌手としてヨーロッパを旅行したハロルド・ローラーと結婚した。
- ヘンリー・ハクスリー（1865年 - 1946年） ロンドンで上流階級向けの一般開業医になった。
- エセル・ハクスリー（1866年 - 1941年） 姉マリアンの寡夫であったジョン・コリアと1889年に結婚した。

## 著書
- 『Method and results』。マクミラン出版社、1893年。
- 『On a Piece of Chalk』
  - 『On a Piece of Chalk』、島村盛助編訳。開隆堂書店、1933年。